# Љесозаводск
Љесозаводск (рус. Лесозаводск) град је у Русији у Приморском крају. Према попису становништва из 2010. у граду је живело 37034 становника.

## Становништво
| 1939.  | 1959.  | 1970.  | 1979.  | 1989.  | 2002.  | 2010.  |
| ------ | ------ | ------ | ------ | ------ | ------ | ------ |
| 24.078 | 32.124 | 34.957 | 38.790 | 44.065 | 42.185 | 37.034 |